# Gerhard Bauer (Politiker, 1958)
Gerhard Bauer (geboren 1958 in Heidenheim an der Brenz) ist ein deutscher parteiloser Kommunalpolitiker. Seit dem 1. Januar 2004 ist er Landrat des Landkreises Schwäbisch Hall.

## Leben
Bauer besuchte die Grundschule und das Gymnasium in seiner Geburtsstadt Heidenheim. Nach dem Abitur 1977 studierte er Rechtswissenschaft an der Eberhard Karls Universität Tübingen. 1985 legte Bauer das erste und nach dem Rechtsreferendariat am Landgericht Tübingen 1988 auch das zweite Staatsexamen mit Prädikat ab. Nach Abschluss des Studiums arbeitete er in Stuttgart als Rechtsanwalt mit dem Schwerpunkt öffentliches und privates Baurecht.
Von 1991 bis 1994 war Bauer Sozialdezernent im Landratsamt Rems-Murr-Kreis, zwei Jahre lang arbeitete er zusätzlich als Ordnungsdezernent. Danach wechselte er als Referent mit dem Zuständigkeitsbereich Planfeststellungen und Enteignungen in das Regierungspräsidium Stuttgart. 1995 wurde er Erster Landesbeamter im Landkreis Schwäbisch Hall. Von 1993 bis 2003 war er zudem nebenberuflich als Dozent für Allgemeines Verwaltungsrecht, Jugendhilfe- und Sozialrecht an der Hochschule für öffentliche Verwaltung und Finanzen Ludwigsburg tätig. Am 14. Oktober 2003 wurde Bauer vom Kreistag des Landkreises Schwäbisch Hall zum Nachfolger des bisherigen Landrats Ulrich Stückle gewählt. Er trat sein Amt zum 1. Januar 2004 an. Am 4. Oktober 2011 und am 8. Oktober 2019 bestätigte der Kreistag ihn jeweils für weitere acht Jahre in seinem Amt.
Bauer ist evangelisch und hat zwei Kinder.